# Albert Ayinde Fasina
Albert Ayinde Fasina (* 8. Juli 1939 in Odolewu; † 29. Juni 2021 in Ijebu-Ode) war ein nigerianischer Geistlicher und römisch-katholischer Bischof von Ijebu-Ode.

## Leben
Albert Ayinde Fasina war der Sohn einer muslimischen Familie; sein Vater Disu Fasina war Imam. Fasina besuchte die St. Mary Catholic School in Odolewu sowie später die Central School in Itamapako und die St. Patrick Catholic School in Isiwo. Im Alter von 20 Jahren konvertierte Albert Ayinde Fasina zum römisch-katholischen Glauben. Im April 1959 wurde er in der Kirche St. Michael in Igbodu getauft. Nach dem Abschluss an der Community Modern School in Isiwo arbeitete Fasina als Probelehrer in Lepia und an der katholischen Schule in Igbodu. Später setzte er seine Lehrerausbildung am St. Mark Teachers Training College in Iperu und ab 1969 am St. Joseph Teachers College in Surulere fort. Daneben engagierte er sich als Katechet und Lektor. Nach dem Studium der Philosophie und der Katholischen Theologie empfing Albert Ayinde Fasina am 3. März 1980 das Sakrament der Priesterweihe für das Bistum Ijebu-Ode.
Fasina war zunächst als Pfarrvikar in Remo tätig, bevor er 1981 Pfarradministrator der Kathedrale St. Sebastian in Ijebu-Ode wurde. Ab 1984 setzte Albert Ayinde Fasina seine Studien am Catholic Institute of West Africa in Port Harcourt fort, an dem er im Fach Pastoraltheologie promoviert wurde. Danach lehrte er am nationalen Priesterseminar St. Paul.
Am 21. Juni 1988 ernannte ihn Papst Johannes Paul II. zum Koadjutorbischof von Ijebu-Ode. Der Erzbischof von Lagos, Anthony Olubunmi Okogie, spendete ihm am 10. September desselben Jahres in der Kathedrale St. Sebastian in Ijebu-Ode die Bischofsweihe; Mitkonsekratoren waren der Bischof von Ijebu-Ode, Anthony Saliu Sanusi, und der Bischof von Ibadan, Felix Alaba Adeosin Job. Am 14. August 1990 wurde Albert Ayinde Fasina in Nachfolge von Anthony Saliu Sanusi, der aus Altersgründen zurücktrat, Bischof von Ijebu-Ode. Johannes Paul II. berief ihn am 17. März 2001 zudem zum Mitglied des Päpstlichen Rates für den Interreligiösen Dialog.
Am 17. Januar 2019 nahm Papst Franziskus sein altersbedingtes Rücktrittsgesuch an. Albert Ayinde Fasina starb Ende Juni 2021 im Alter von 81 Jahren im Home for the Clergy in Ijebu-Ode. Vor allem wurde in den Nachrufen sein Engagement und die Betreuung von Menschen mit psychischen Erkrankungen und geistiger Behinderung in Nigeria hervorgehoben.